# Ligue vaudoise
Die Ligue vaudoise ist eine im Schweizer Kanton Waadt aktive konservative politische Organisation und Denkfabrik. Sie gibt die regional-nationalistische Zeitung La Nation heraus.  

## Geschichte
In den 1920er Jahren entstand zuerst die Organisation Ordre et Tradition unter der treibenden Kraft von Marcel Regamey. 1933 wurde die Ligue vaudoise gegründet, um die Weinsteuer zu bekämpfen und der Frontenbewegung beizutreten. 1938 bekämpfte die Ligue vaudoise die Einführung des Strafgesetzbuches. 1940 Herausgabe der Zeitschrift La Nation, die Organisation verfügte über etwa 100 Mitarbeiter und etwa 1000 Mitglieder. 1986 und 2002 bekämpfte die Ligue vaudoise den Beitritt der Schweiz zur UNO. 1992 bekämpfte die Ligue vaudoise den Beitritt der Schweiz zum EWR. 1993 Zusammen mit anderen Organisationen reichte die Ligue vaudoise ein Referendum gegen die Rassismus-Strafnorm ein.

## Politische Ausrichtung
Bis in die 1940er Jahre stand die Ligue vaudoise dem Nationalsozialismus nicht ablehnend gegenüber und war stark antikommunistisch. Der Kanton Waadt wird von den Mitgliedern als Nation betrachtet. Heute bekämpft die Ligue vaudoise die Zentralisierung der Schweiz, sie ist ausgeprägt föderalistisch orientiert.